# Prefiks krajowy

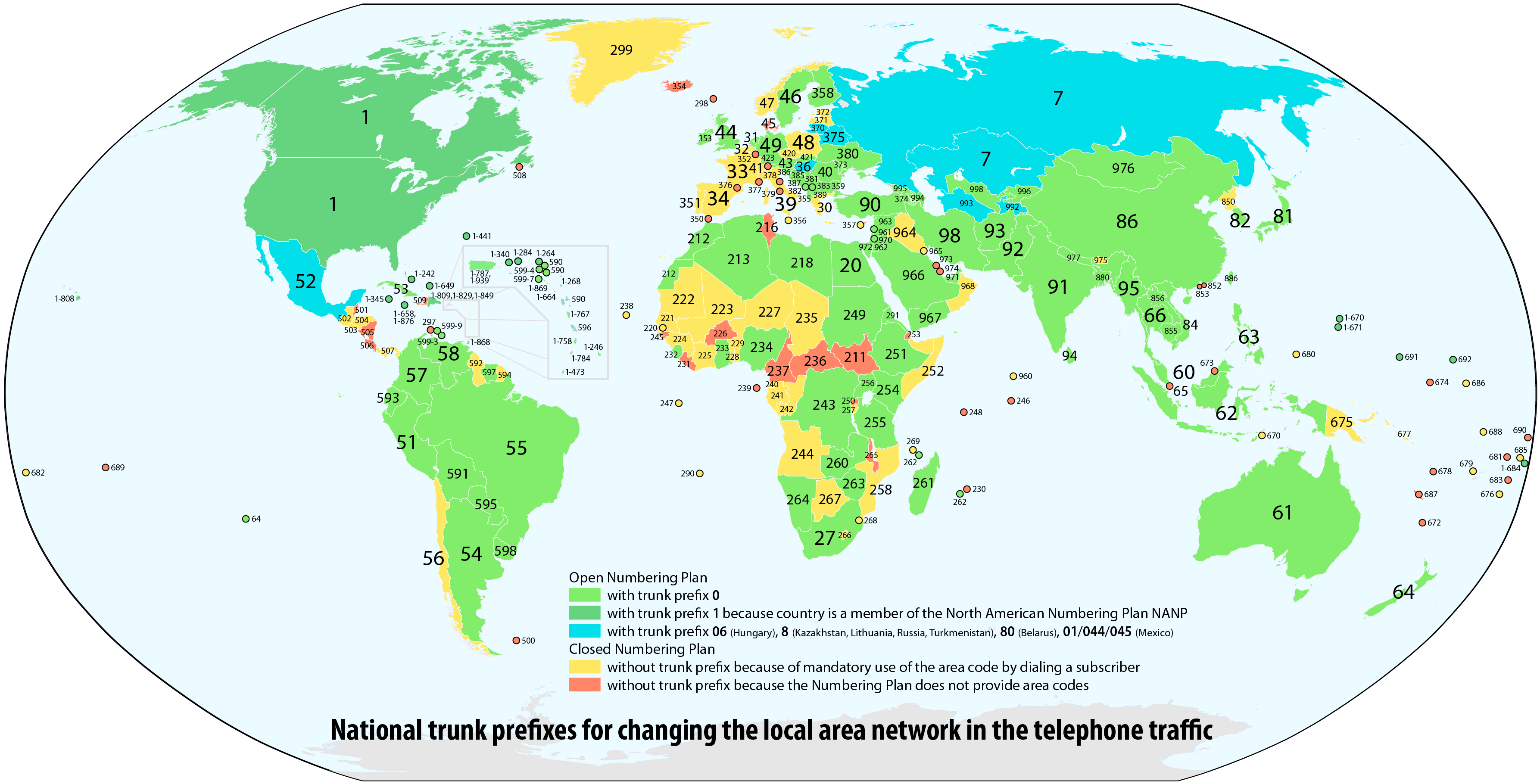

Prefiks krajowy – jeden z dwóch prefiksów (obok prefiksu międzynarodowego) używanych w numeracji telefonicznej, wybierany przed krajowym numerem abonenta (zawierającym wskaźnik międzymiastowy/międzystrefowy zwany też wskaźnikiem strefy numeracyjnej lub numerem kierunkowym) przy realizacji połączeń międzymiastowych/międzystrefowych). Oznacza przejście z poziomu numeracji strefowej na poziom numeracji krajowej.
Stosowany jest w zasadzie w krajach, w których obowiązuje otwarty plan numeracji krajowej. 
W Polsce był używany do września 2010 r., przy czym od wprowadzenia zamkniętego planu numeracji krajowej nie pełnił żadnej roli (był niepotrzebny).
Zgodnie z zaleceniem ITU-T w większości krajów jest to cyfra „0”. W niektórych krajach używane są inne prefiksy krajowe.
Prefiks krajowy nie jest elementem składowym numeru krajowego, a jedynie wchodzi w skład schematu wybierania numeru krajowego.